# 广告商节目
广告商节目 （Advertiser-funded_programming）是一种由电视广告商直接投资的节目。

## 概述
从1960年代起，节目一般是广播电视台投资制作的，然后通过出售广告时间，进行资金回笼。这个模式已经持续了几十年，但是科技的发展让电视台重新思考与广告商的关系。电视节目与广告商渊源很久，肥皂剧这个名字，也是因为最早的“肥皂剧”是由肥皂制造商如宝洁公司投资并制作的。例如Texaco Star Theater等早期美国电视剧都是通过这种模式。直到1950年代的quiz show scandals节目，广告商才开始大规模挖掘电视游戏show节目中的广告商机，并制造娱乐节目。从1950到1960年代，电视娱乐节目在美国风靡，逐渐兴起了广告商投资的电视节目，并替代了原有模式。随着数码录音时代的到来，也称为家庭录像机(PVR)，观众可以选择录制自己喜欢的节目，从而超越了黄金时间这个概念，也说明观众可选择性跳过广告。
广告商节目，让广告商可以把广告整合在节目中，而不是购买节目空挡的广告时间。这就包括产品插播广告、赞助、冠名权以及新近整体融合广告的节目。很多是根据内容合作的方式，由几个广告商共同投资进行拍摄。
很多体育节目严格限制广告商节目，特别是一些专业国际赛事，例如奥运会和FIFA世界杯，很多可进行伏击营销。其他体育节目将其作为增加球队和网络收入的方式。冠名权一般卖给bowl game、巡回赛、电视主持、halftime show、体育馆和竞技比赛等，在北美以外，出售球队冠名权很常见。